# Lagonda
 (mars 2016).
Si vous disposez d'ouvrages ou d'articles de référence ou si vous connaissez des sites web de qualité traitant du thème abordé ici, merci de compléter l'article en donnant les références utiles à sa vérifiabilité et en les liant à la section « Notes et références ».
Lagonda est une marque d'automobiles de luxe britannique, fondée par le Scotto-Américain Wilbur Gunn en 1906.

## Historique

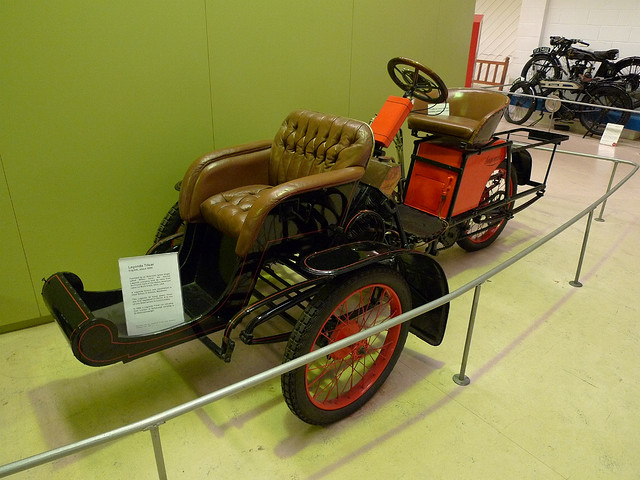
Le tricycle Lagonda (1905).

Son nom reprend celui d'une colonie des Shawnees, Lagonda, près de Springfield dans l'Ohio où est né le fondateur Wilbur Gunn (1859–1920).

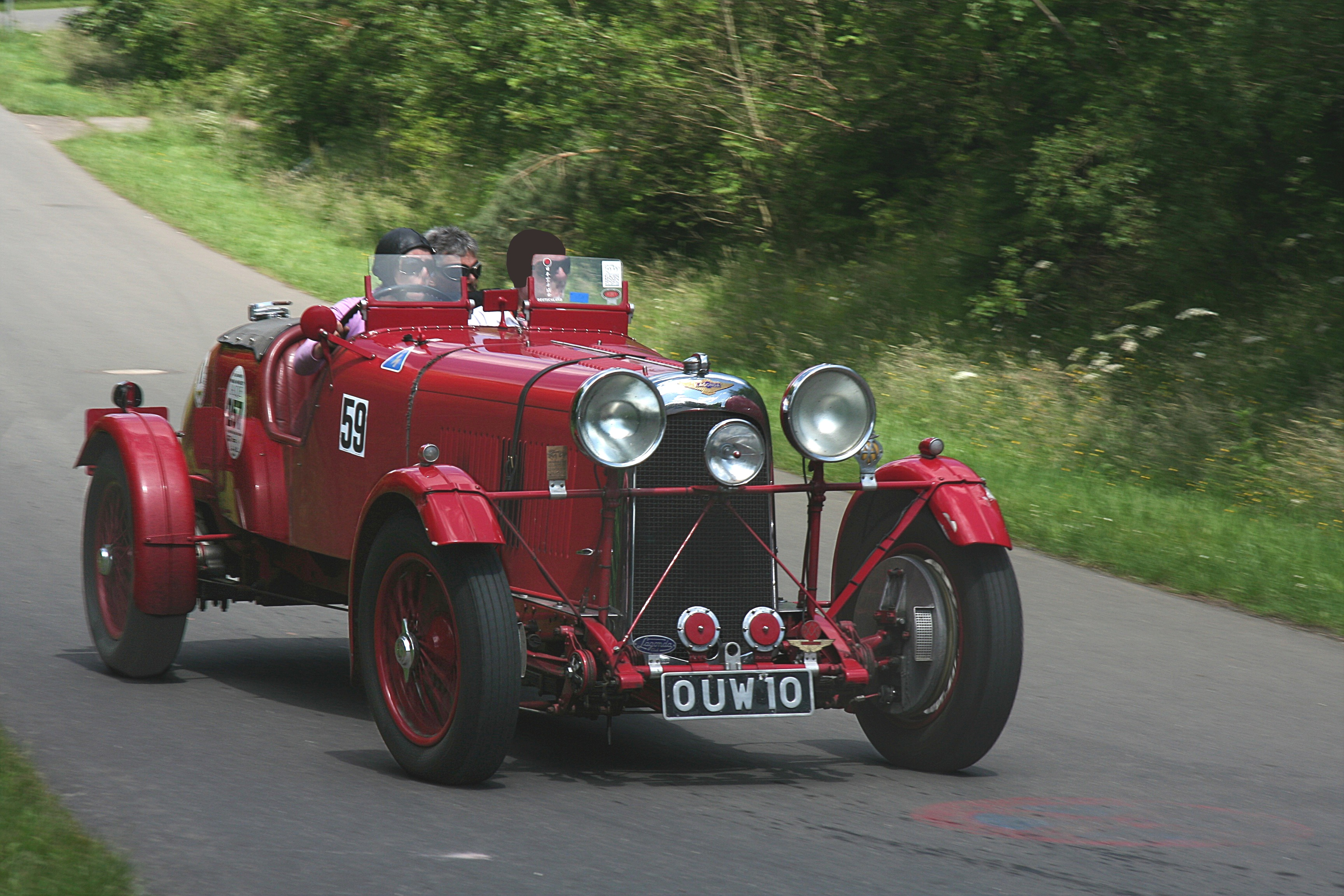
Lagonda Le Mans Rapide, 4,5-Litre (1935).

Le modèle M45R, dit « Rapide », remporte les 24 Heures du Mans 1935, avec les Britanniques Johnny Hindmarsh et Luis Fontés.
Durant la Seconde Guerre mondiale, la compagnie produit des lance-flammes et d'autres armes incendiaires.
En 1947, elle est rachetée par l'industriel britannique David Brown, en même temps qu'Aston Martin,. Au sein du groupe Aston Martin Lagonda Limited, elle est la marque des véhicules au caractère sportif moins affirmé, c'est-à-dire des types de carrosserie limousines de prestige et des SUV luxueux.

## Modèles
- 1948-1953 : 2.6-Litre. 510 exemplaires produits ;
- 1953-1958 : Lagonda 3-Litre. 270 exemplaires produits ;
- 1961-1964 : Rapide. 55 exemplaires produits. Sur la base de l'Aston Martin DB4, moteur de 4 litres et produite en 1210 exemplaires[5], il existe un exemplaire break de chasse (Shooting-brake) ;
- 1969 : Aston Martin DBS Lagonda: prototype sur base de la DBS ;
- 1974-1976 : AM Lagonda S1 : sept exemplaires produits, dérivant du prototype de 1969 ;
- 1976-1989 : Aston Martin Lagonda, séries 2, 3 et 4 : 645 exemplaires produits ;
C'est le modèle le plus connu, présenté en 1976, dont le dessin est dû à William (Bill) Towns. Moteur V8 de 5,3 litres. Deux années furent nécessaires à en assurer la mise au point, l'essentiel du retard de développement étant à porter au compte de l'électronique embarquée très en avance pour l'époque. Après la Série 2 construite en huit exemplaires, l'évolution du modèle donnera le jour à la  Série 3 (injection) puis à la Série 4 (redesign de la carrosserie). 645 exemplaires seront construits jusqu'à l'arrêt de production en 1989, présentant au total six versions différentes (trois en série 2, deux en série 3, la série 4 n'ayant connu qu'une version). Il existe un exemplaire break de chasse de 1987 ;
- 1993 : Lagonda Vignale, prototype Ghia sous l'égide de Ford. Moteur V8 de 4,6 L et châssis de la Lincoln Town Car, le V12 de 5,9 litres de la Vanquish était également prévu mais il n'y a pas eu de suite ;
- 1994 : Aston Martin Virage Lagonda. Berline et break de chasse basés sur le coupé ;
- 2009 : SUV Crossover Lagonda, prototype présenté au salon international de l'automobile de Genève ;
- 2014- : Lagonda Taraf berline luxueuse dotée du moteur V12 de 5,9 litres.

## Galerie

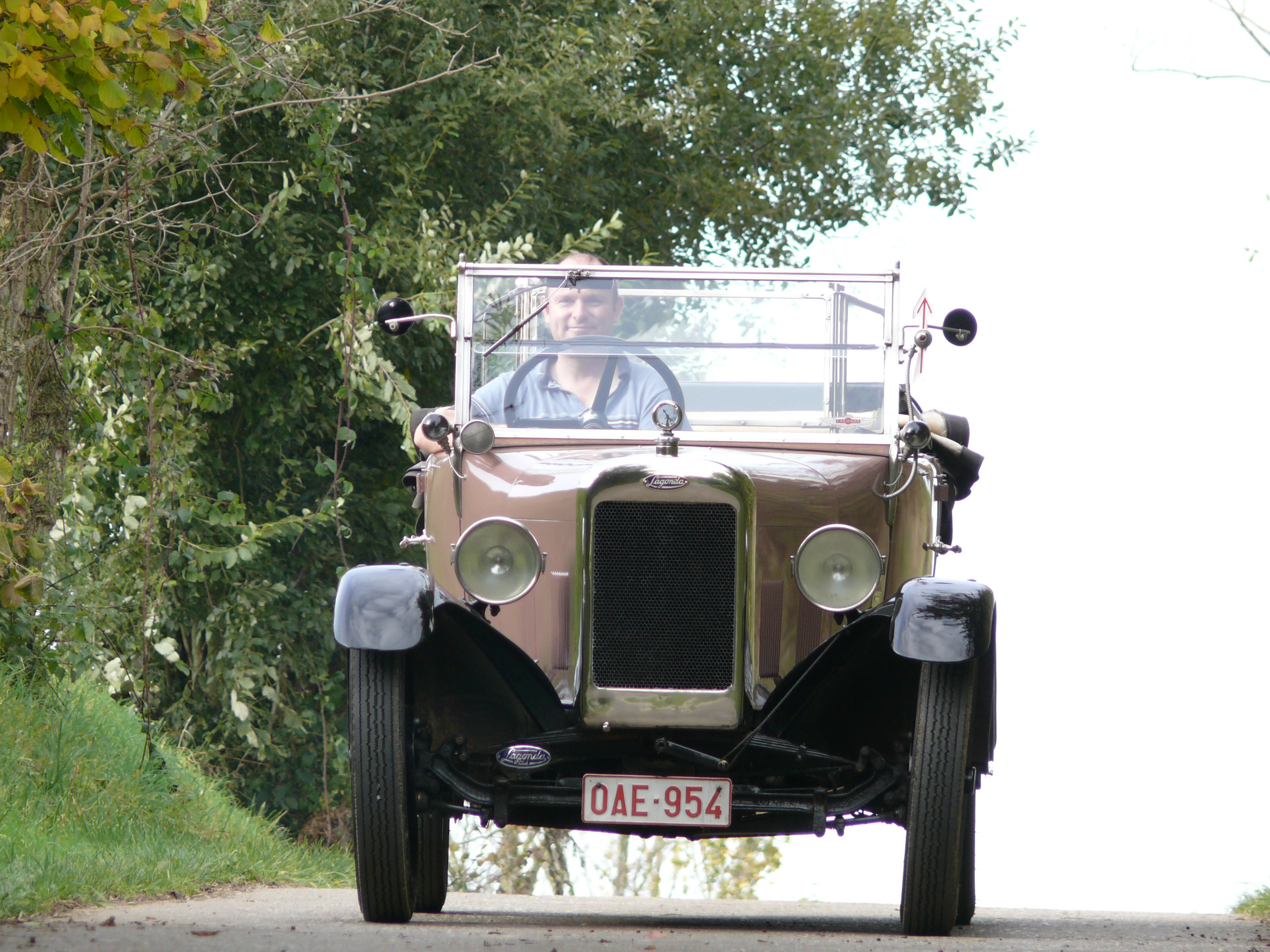
Lagonda 12-24LC (1925).
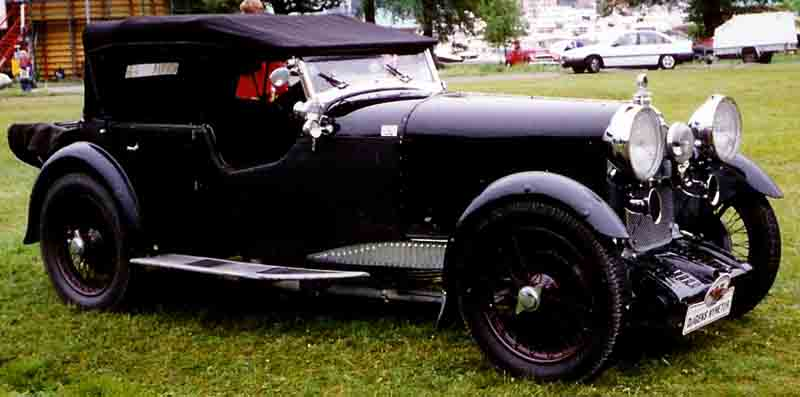
Lagonda 2-Litre Tourer (1931).
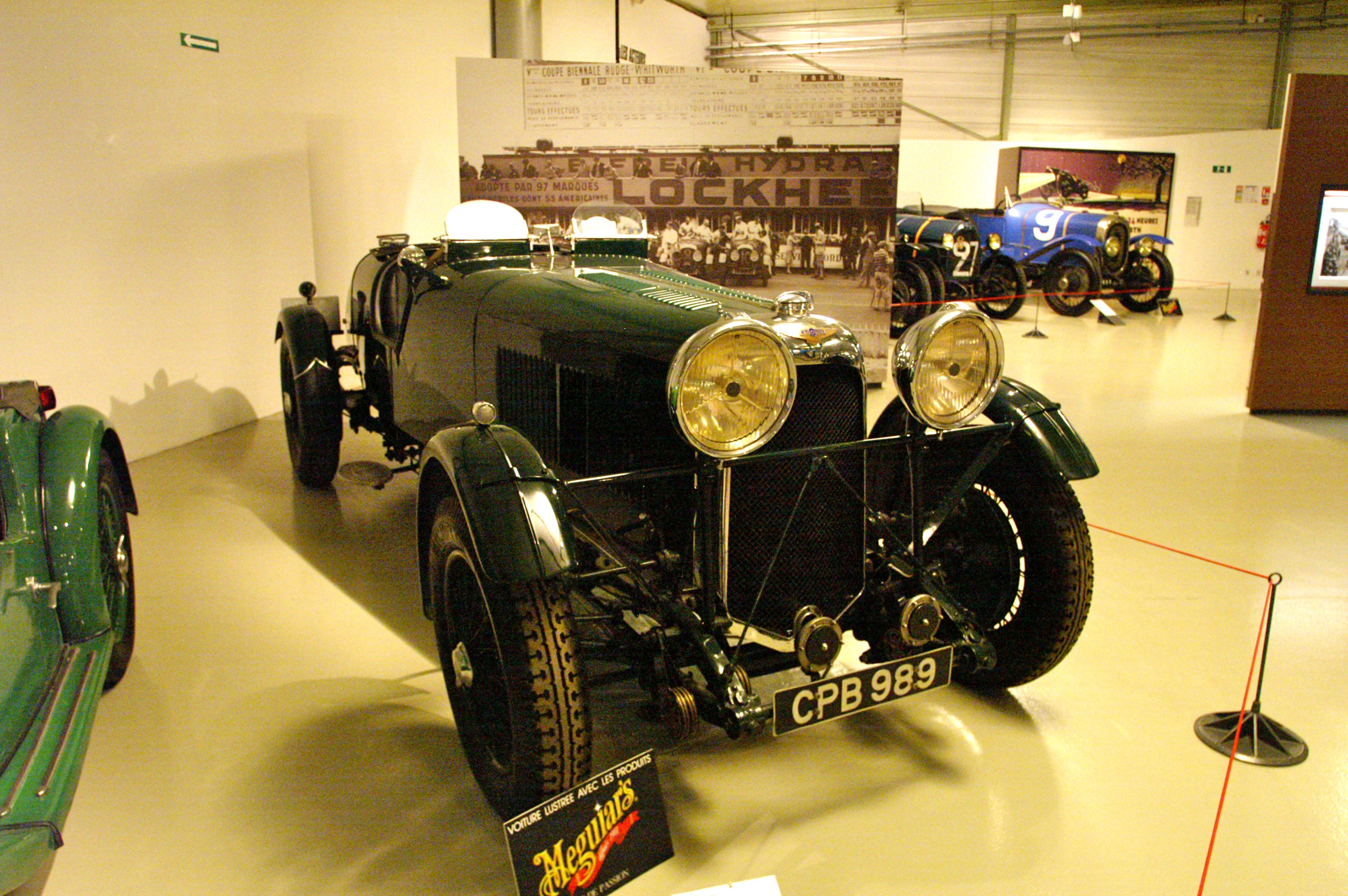
La Lagonda M45R Rapide victorieuse des 24 H du Mans 1935 (musée des 24 Heures).
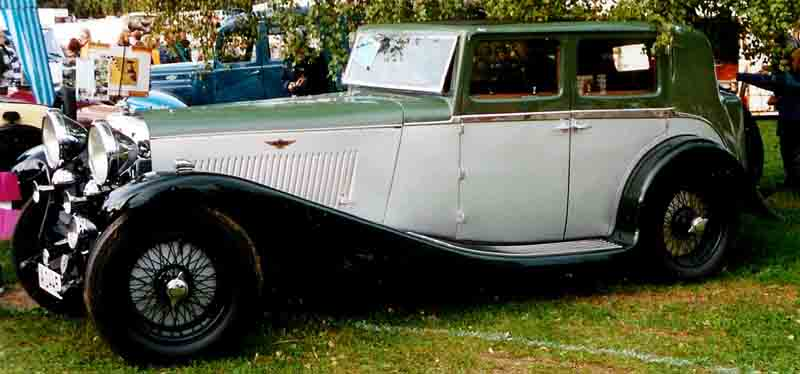
Lagonda M45 Saloon.
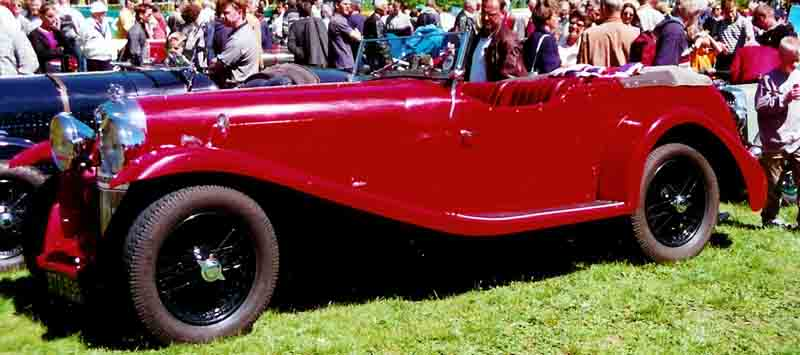
Lagonda 3½-Litre Rapide Tourer (1935).
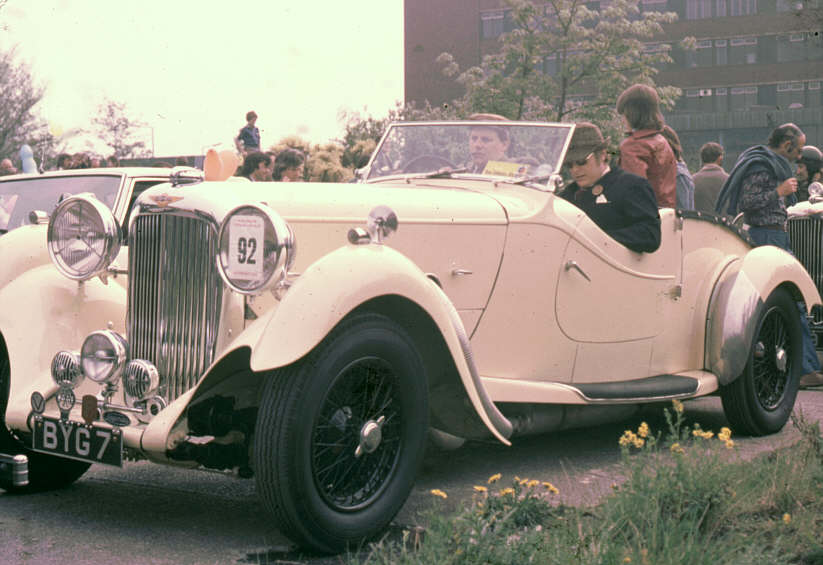
Lagonda LG45R Rapide (1937).
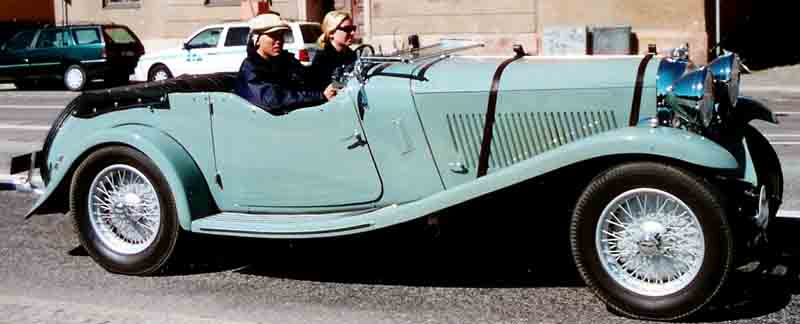
Lagonda M45 Sports Tourer.
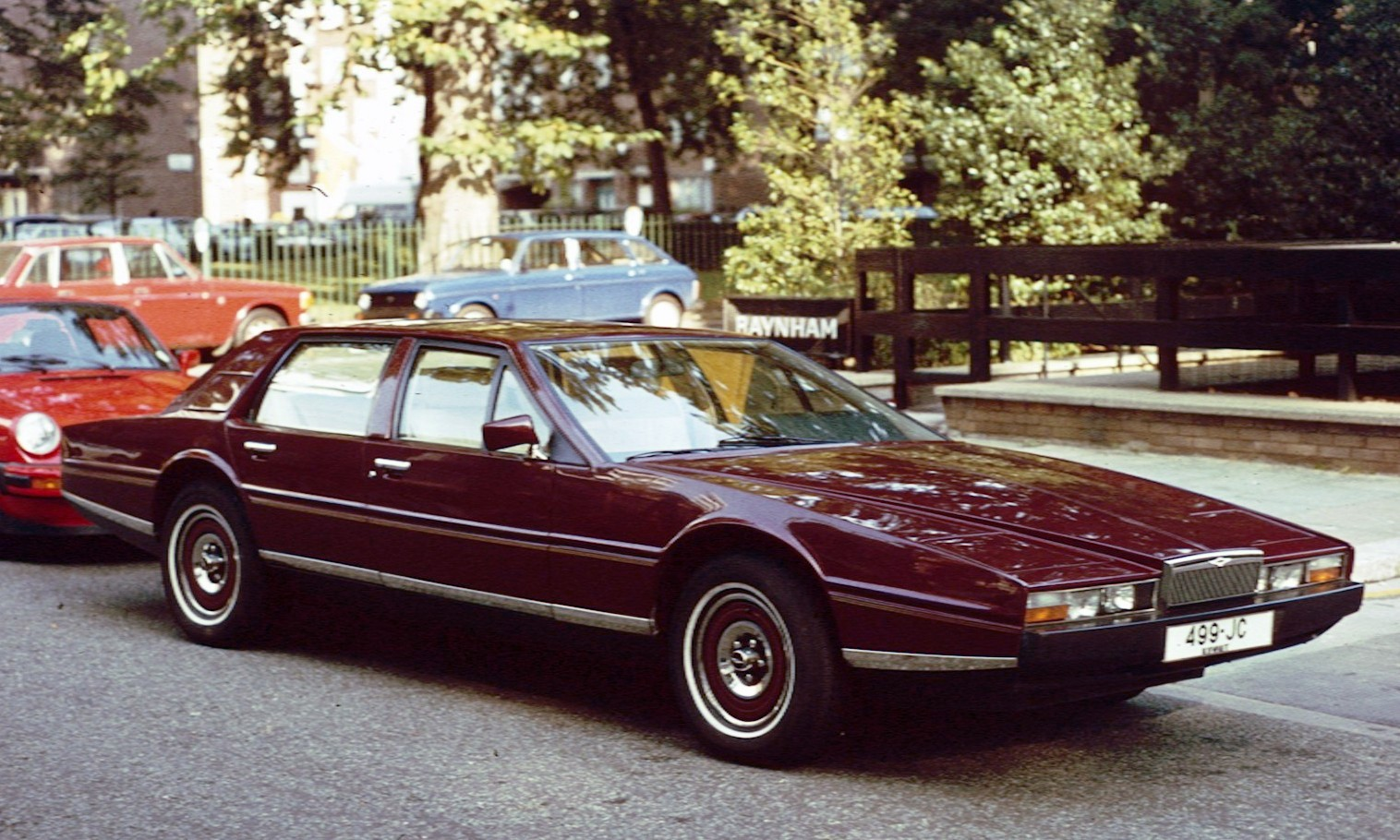
Lagonda Sports Sedan (1982).

## En littérature
L'écrivain britannique Roald Dahl, lui-même ancien pilote de chasse et amateur de voitures rapides a créé un personnage récurrent, présent dans deux nouvelles puis développé dans un roman complet, l'oncle Oswald, un richissime épicurien, érotomane assumé, qui mène une vie débridée et teintée de scandales dans l'Europe (galante) des années 1900 à 1930, grâce à un lucratif commerce d'aphrodisiaques.
Dans les deux nouvelles (The Visitor et Bitch situées chronologiquement après le roman mais parues précédemment), l'Oncle Oswald court le monde et les conquêtes féminines à bord d'une Lagonda de grand luxe équipée d'une option exotique : Un avertisseur spécial à douze trompes, qui joue un air d'opéra bien particulier, le "Son Gia Mille e tre" tiré du Don Giovanni de Mozart, une évocation des mille et trois pucelles que Don Juan (personnage très estimé de l'Oncle Oswald) a déflorées lors de son séjour en Espagne.

## Cinéma et télévision
Dans l'adaptation télévisée des romans d'Agatha Christie, Hercule Poirot, le Capitaine Hastings, passionné d'automobile, conduit avec fierté une Lagonda 2 Litre Low Chassis Tourer de 1931. La voiture apparait ainsi régulièrement à l'écran durant plusieurs saisons.